# 베네수엘라계 미국인
베네수엘라계 미국인(영어: Venezuelan Americans, 스페인어: Venezolano-Americanos)은 자신의 유산 또는 유산의 일부를 베네수엘라 국가로 추적하는 미국인을 말한다. 이 단어는 베네수엘라 혈통의 미국에서 태어났거나 베네수엘라에서 미국으로 이민 온 사람을 지칭할 수 있다.
베네수엘라계 미국인은 미국의 20개 라틴 아메리카 그룹 중 하나이다. 베네수엘라의 다양한 문화에는 스페인, 포르투갈, 이탈리아, 독일, 네덜란드, 프랑스의 영향과 아프리카 및 원주민 요소의 영향이 포함된다. 베네수엘라 스페인어는 이 그룹의 스페인어 구어체이다. 미국에서는 베네수엘라인이 망명을 요청하는 국적 목록에서 상위에 있다.

## 역사
20세기까지만 해도 미국으로 이민 온 베네수엘라인의 수는 '기타' 범주에 포함되어 있었기 때문에 알 수 없다. 18세기와 19세기에는 베네수엘라로 처음 이주했지만 나중에 베네수엘라에서 스페인어로 태어나고 자란 자녀와 손주를 데리고 미국으로 이주한 유럽 이민자들이 많았다. 1910년부터 1930년까지 매년 4,000명 이상의 남미인이 미국으로 이주한 것으로 추정된다. 그러나 4,000명 중 베네수엘라인의 수를 나타내는 구체적인 수치는 많지 않다.
많은 베네수엘라 사람들이 더 나은 교육을 받기 위해 미국에 정착했지만 졸업 후에도 그곳에 머물렀다. 미국에 친척이 살고 있는 많은 베네수엘라 사람들도 이 나라로 이민을 갔다. 그러나 1980년대 이후 베네수엘라 이민의 이유는 더 나은 급여를 받기 위한 희망으로 바뀌었다. 1990년대부터 현재까지 우고 차베스와 니콜라스 마두로 대통령 정권에 반대하는 많은 베네수엘라 사람들이 미국으로 이주했다(대부분 플로리다주로 이주했지만 텍사스주와 유타주가 다른 목적지이다).
베네수엘라의 경제 혼란과 범죄로 인해 미국과 그 주변 국가로의 이주 물결이 계속되고 있다. 2020년대 초반 현재 베네수엘라 사람들은 미국으로 들어오는 서류 미비 이민자의 대부분을 차지하고 있으며, 많은 사람들이 뉴욕, 시카고, 덴버, 워싱턴 D.C.와 같은 도시로 이동하고 있다.

## 사회경제학
베네수엘라계 미국인 인구는 고학력다. 이이들은 학사, 대학원, 그리고 전문 학위를 거의 두 배 (48.5%)로 취득하며, 이는 미국 전체 인구의 27%에 해당한다. 반면, 이 그룹의 성인 중 고등학교를 졸업하지 않은 비율은 6%에 불과하며, 이는 미국 전체 인구의 15.9%에 비해 높은 수치이다.

## 베네수엘라와의 관계
베네수엘라계 미국인은 여전히 비즈니스, 가족, 커뮤니티 생활에서 쉽게 볼 수 있는 출신 국가와 긴밀한 관계를 유지하고 있다. 베네수엘라계 미국인은 베네수엘라의 사회적, 시사적 사건을 자주 보고하고 1세대 이민자들이 베네수엘라를 자주 방문한다. 베네수엘라인이 미국에 있는 친척을 방문하는 것도 매우 흔한 일이다.